# Tanytarsus atrocinctus
Tanytarsus atrocinctus är en tvåvingeart som beskrevs av Maurice Emile Marie Goetghebuer 1936. Tanytarsus atrocinctus ingår i släktet Tanytarsus och familjen fjädermyggor.
Artens utbredningsområde är Kongo. Inga underarter finns listade i Catalogue of Life.